# Podkarpatoruská župa
Podkarpatoruská župa (někdy též Mukačevská župa) byla jedna ze žup, jednotek územní správy na Podkarpatské Rusi v rámci prvorepublikového Československa. Existovala v letech 1926–1928 a zabírala celé území Podkarpatské Rusi. Jejím správním centrem bylo Mukačevo.

## Historický vývoj
Když československá armáda obsadila v první polovině roku 1919 většinu Podkarpatské Rusi, byla dne 6. června 1919, kvůli konsolidaci poměrů na tomto území během odchodu maďarských komunistických a rumunských jednotek, neoficiálně vyhlášena vojenská diktatura pod velením francouzského generála v československých službách Edmonda Hennocquea. Podkarpatská Rus byla postupně rozčleněna na čtyři župy, které vycházely z administrativních celků vytvořených zde Uherskem. V roce 1921 byla provedena reorganizace žup a od té doby existovaly tři: Užhorodská, Berežská a Marmarošská. Tento stav trval do roku 1926, kdy československá vláda nařízením č. 84/1926 Sb. sloučila všechny tyto tři župy do jediné, Podkarpatoruské, jež vznikla 1. července 1926.
Oproti stávajícím župám, které sice měl vést župan, nicméně reálně byli vládou většinou jmenováni pouze dočasní župní správci, byl do čela této územněsprávní jednotky jmenován řádný župan, kterým se stal Lev Jech. Sídlo župy se nacházelo v Mukačevu, kde tak bylo vytvořeno druhé mocenské centrum regionu, neboť guvernér a viceguvernér autonomní Podkarpatské Rusi nadále sídlil v Užhorodě.
Podkarpatoruská župa existovala do 30. června 1928. Tehdy bylo zákonem č. 125/1927 Sb. župní zřízení na Slovensku i Podkarpatské Rusi zrušeno a k 1. červenci 1928 nahrazeno zřízením zemským. V Česku bylo zemské zřízení zavedeno koncem roku 1928.

## Geografie
Podkarpatoruská župa obsahovala celé území Podkarpatské Rusi, tedy nejvýchodnější části první Československé republiky. Na severu a východě hraničila s Polskem, na jihu s Rumunskem a Maďarskem. Pouze na západě sousedila se slovenskou Košickou župou.

## Administrativní členění
V roce 1927 se Podkarpatoruská župa členila na 14 slúžňovských okresů (Berehovo, Velký Berezný, Chust, Iršava, Mukačevo, Perečín, Rachov, Sevluš, Svalava, Teresva, Ťačovo, Užhorod a Nižní Verecky) a dvě města se zřízeným magistrátem (Mukačevo, Užhorod), která byla na úrovni okresů.